# Спортивні об'єкти на літніх Олімпійських та Паралімпійських іграх 2016
Споруди для літніх Олімпійських і Паралімпійських ігор 2016 переважно розташовані в Ріо-де-Жанейро, хоча змагання в деяких дисциплінах проходять в інших місцях. Після завершення ігор частину споруд розберуть, а частину реконструюють.

## Спортивні споруди
Ігри 2016 року проходитимуть як у спеціально побудованих так і у вже наявних спорудах, а також тимчасових об'єктах, деякі з яких розташовані в таких відомих місцях, як Самбодром і Маракана.

### Назви
МОК має низку власних блакитних фішок — спонсорів Олімпійських ігор, які мають виняткові права на назви асоційовані з Олімпіадою. Будь-яка інша компанія, яка стає спонсором, не має права використовувати своє ім'я і бренд під час ігор у складі назв будь-яких олімпійських споруд. Як наслідок, один олімпійський об'єкт змушений змінити назву на час проведення ігор:
- HSBC Arena → «Олімпійська арена Ріо»

### Маракана
Зона Маракана включає в себе:
| Об'єкт                             | Види спорту                               | Види спорту     | Місткість                               | Посилання |
| Об'єкт                             | Олімпійські                               | Паралімпійські  | Місткість                               | Посилання |
| ---------------------------------- | ----------------------------------------- | --------------- | --------------------------------------- | --------- |
| Маракана                           | Футбол, церемонії відкриття і закриття    | Церемонії       | 74 738                                  | [ 1 ]     |
| Олімпійський стадіон Жоао Авеланжа | Легка атлетика, футбол                    | Легка атлетика  | 60 000                                  | [ 2 ]     |
| Мараканазінью                      | Волейбол                                  | —               | 12 000                                  | [ 3 ]     |
| Самбодром                          | Стрільба з лука, Легка атлетика (марафон) | Стрільба з лука | 6000 (стрільба з лука) 30 000 (марафон) | [ 4 ]     |

### Копакабана
| Об'єкт                   | Види спорту                                             | Види спорту                                            | Місткість              | Посилання |
| Об'єкт                   | Олімпійські                                             | Паралімпійські                                         | Місткість              | Посилання |
| ------------------------ | ------------------------------------------------------- | ------------------------------------------------------ | ---------------------- | --------- |
| Арена Копакабана         | Пляжний волейбол                                        | —                                                      | 12 000                 | [ 5 ]     |
| Форт Копакабана          | Тріатлон, плавання на відкритій воді, шосейні велогонки | Паратріатлон                                           | 5500                   | [ 6 ]     |
| Озеро Родріго-де-Фрейташ | Академічне веслування, веслування на байдарках і каное  | Академічне веслування, Веслування на байдарках і каное | 14 000 (ОІ) 7000 (ПІ)  | [ 7 ]     |
| Марина да Глорія         | Вітрильний спорт                                        | Вітрильний спорт                                       | 10 000 (ОІ) 5 000 (ПІ) | [ 8 ]     |

### Барра
| Об'єкт                                            | Види спорту                                                 | Види спорту                          | Місткість                                                 | Посилання |
| Об'єкт                                            | Олімпійські                                                 | Паралімпійські                       | Місткість                                                 | Посилання |
| ------------------------------------------------- | ----------------------------------------------------------- | ------------------------------------ | --------------------------------------------------------- | --------- |
| Олімпійський велодром Ріо                         | Велоспорт (трек)                                            | Велоспорт (трек)                     | 5 000                                                     | [ 9 ]     |
| Олімпійська арена Ріо                             | Спортивна гімнастика, Художня гімнастика, Стрибки на батуті | Баскетбол на візках                  | 12 000                                                    | [ 10 ]    |
| Олімпійський тенісний центр                       | Теніс                                                       | Теніс на візках                      | 10 000 (центральний корт) 5000 (корт № 1) 3000 (корт № 2) | [ 11 ]    |
| Водний центр імені Марії Ленк                     | Стрибки у воду, Синхронне плавання, Водне поло              | —                                    | 6500                                                      | [ 12 ]    |
| Олімпійський водний стадіон                       | Плавання, Водне поло                                        | Плавання                             | 18 000                                                    | [ 13 ]    |
| Арена Каріока 1                                   | Баскетбол                                                   | Баскетбол на візках, Регбі на візках | 16 000 (ОІ) 10 500 (ПІ)                                   |           |
| Арена Каріока 2                                   | Дзюдо, Боротьба                                             | Бочча, Дзюдо                         | 10 000 (ОІ) 7 000 (ПІ)                                    |           |
| Арена Каріока 3                                   | Тхеквондо, Фехтування                                       | Волейбол                             | 10 000                                                    |           |
| Арена ду Футуру                                   | Гандбол                                                     | Голбол                               | 12 000 (ОІ) 7 000 (ПІ)                                    |           |
| Ріосентро — Павільйон 2 (Зала боксу)              | Бокс                                                        | —                                    | 9000                                                      | [ 14 ]    |
| Ріосентро — Павільйон 3 (Зала настільного тенісу) | Настільний теніс                                            | Настільний теніс                     | 5000 (центральний корт) 2000 (відбіркові ігри)            | [ 15 ]    |
| Ріосентро — Павільйон 4 (Зала бадмінтону)         | Бадмінтон                                                   | —                                    | 6500                                                      | [ 16 ]    |
| Ріосентро — Павільйон 6 (Зала важкої атлетики)    | Важка атлетика                                              | Пауерліфтинг                         | 6500 (ОІ) 4550 (ПІ)                                       | [ 17 ]    |
| Резерва ді Марапенді                              | Гольф                                                       | —                                    | 20 000                                                    | [ 18 ]    |

### Деодору
| Об'єкт                                    | Види спорту                              | Види спорту             | Місткість                                                                              | Посилання |
| Об'єкт                                    | Олімпійські                              | Паралімпійські          | Місткість                                                                              | Посилання |
| ----------------------------------------- | ---------------------------------------- | ----------------------- | -------------------------------------------------------------------------------------- | --------- |
| Національний центр кінного спорту         | Кінний спорт                             | Кінний спорт            | 14 000 (ОІ) 7000 (ПІ)                                                                  | [ 19 ]    |
| Олімпійський хокейний центр               | Хокей на траві                           | Футбол (5-на-5, 7-на-7) | 10 000 (головний майданчик) 5000 (другий майданчик)                                    | [ 20 ]    |
| Національний стрілецький центр            | Стрільба                                 | Стрільба                | 2000 (стендова стрільба, фінали) 1600 (зала, фінали) 1000 (10 м) 750 (50 м) 500 (25 м) | [ 21 ]    |
| Молодіжна арена (Арена Деодору)           | Сучасне п'ятиборство (Фехтування)        | Фехтування на візках    | 5000 (ОІ) 2500 (ПІ)                                                                    | [ 22 ]    |
| Національний центр сучасного п'ятиборства | Сучасне п'ятиборство                     | —                       | 15 000 (виїздка і комбіновані змагання) ? (арена для фехтування) 2000 (басейн)         | [ 23 ]    |
| Олімпійський центр гірського велоспорту   | Велоспорт (майнтінбайк)                  | —                       | 25 000                                                                                 | [ 24 ]    |
| Олімпійський центр BMX                    | Велоспорт (BMX)                          | —                       | 7 500                                                                                  | [ 25 ]    |
| Олімпійський слаломний стадіон            | Веслування на байдарках і каное (слалом) | —                       | 8000                                                                                   | [ 26 ]    |

### Футбольні стадіони
Ранні стадії олімпійських змагань з футболу пройдуть на футбольних стадіонах по всій Бразилії, які наведені в таблиці знизу. Фінал футбольного турніру пройде на 90-тисячному стадіоні Маракана:
| Споруда                                  | Розташування  | Місткість | Посилання |
| ---------------------------------------- | ------------- | --------- | --------- |
| Національний стадіон імені Мане Гаррінчі | Бразиліа      | 76 000    | [ 27 ]    |
| Арена Фонте-Нова                         | Салвадор      | 60 000    | [ 27 ]    |
| Мінейран                                 | Белу-Оризонті | 74 000    | [ 27 ]    |
| Арена Корінтіанс                         | Сан-Паулу     | 48 000    |           |